# Callomyia amoena
Callomyia amoena är en tvåvingeart som beskrevs av Johann Wilhelm Meigen 1824. Callomyia amoena ingår i släktet Callomyia och familjen svampflugor. Arten är reproducerande i Sverige. Inga underarter finns listade i Catalogue of Life.

## Bildgalleri

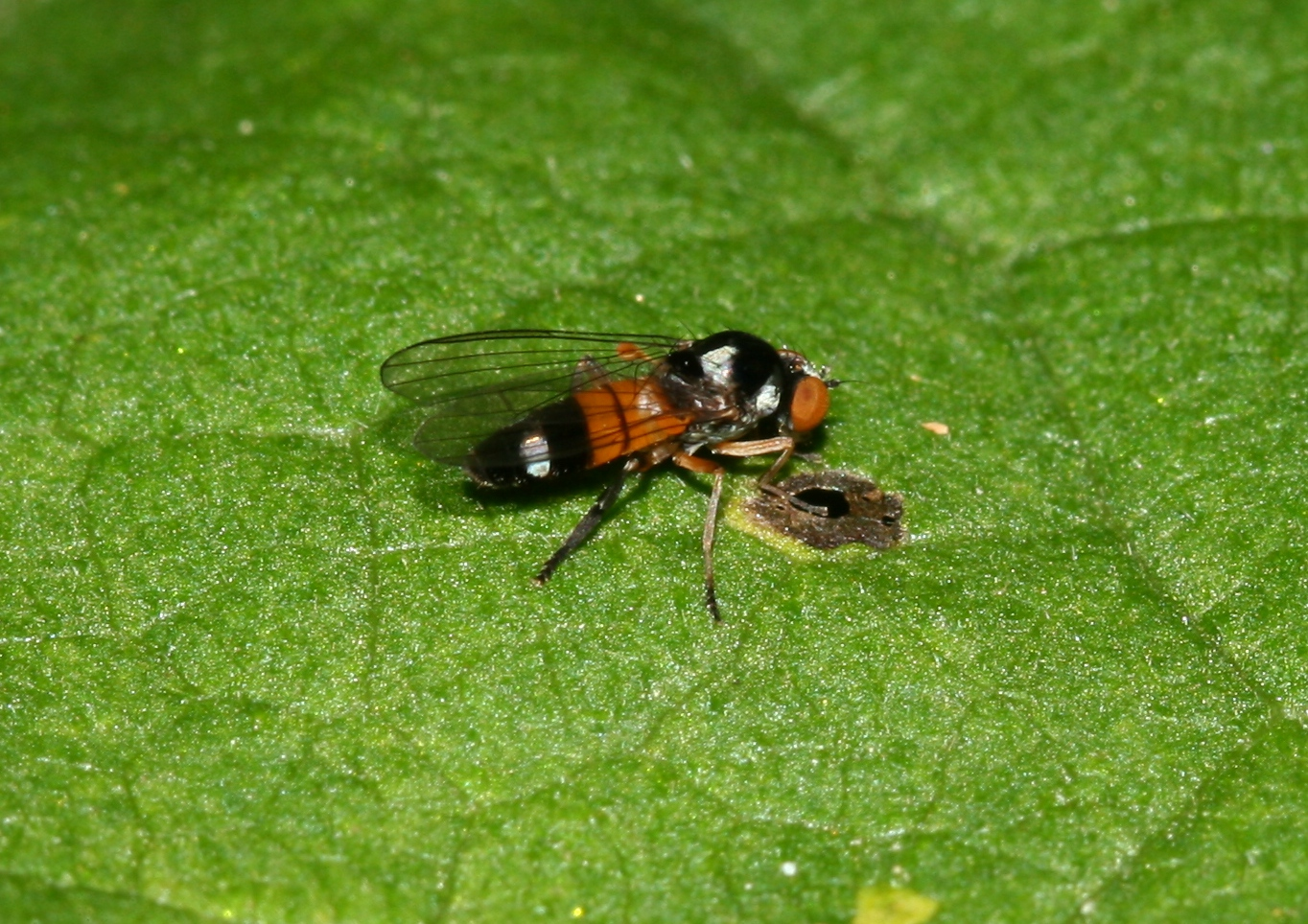